# Freddy Maertens
Freddy Maertens (nacido el 13 de febrero de 1952 en Nieuwpoort) fue un ciclista belga, profesional entre los años 1972 y 1987, durante los cuales logró 221 victorias. Fue dos veces campeón del mundo y consiguió ganar la Vuelta a España en una ocasión, además de lograr triunfos de etapa en las tres Grandes Vueltas (15 en el Tour, 13 en la Vuelta y 7 en el Giro).

## Biografía
Como ciclista amateur logró 51 victorias, entre las cuales destacan el primer puesto en el campeonato de ruta de su país y la medalla de plata en el Campeonato del Mundo, ambos resultados conseguidos en 1971.
Durante sus primeros años como profesional, cosechó gran cantidad de triunfos en competiciones de un día y en carreras de corta duración de mediano prestigio como la Vuelta a Luxemburgo, la Vuelta a Bélgica, los Cuatro días de Dunkerque o la Vuelta a Andalucía. Asimismo, se desveló como un ciclista con un importante futuro por delante al conseguir puestos de honor en algunas de las competiciones más importantes del circuito internacional ya desde el año de su debut, en el que fue segundo en el Campeonato del Mundo y el Tour de Flandes, incluyendo diversas pruebas de reconocido prestigio, como los Monumentos, si bien a pesar de los buenos resultados, nunca logró ganar ningún Monumento en su carrera como ciclista.
En los años siguientes fue destacando también en competiciones por etapas de mayor calibre, como el Dauphiné Libéré o la París-Niza.
En 1972 participó en los Juegos Olímpicos de Múnich. En 1975 consiguió el récord Ruban Jaune otorgado al ciclista más rápido en ganar una prueba de más de 200 km, al ganar la París-Bruselas.
1976 fue su primer gran año, en el cual logró vencer en una serie de grandes clásicas como la Amstel Gold Race, el Campeonato de Zúrich y la Gante-Wevelgem, aparte de muchas otras. Destacó en competiciones por etapas menores como la Vuelta a Suiza y la París-Niza y brilló en el Tour de Francia, donde ganó ocho etapas, la clasificación por puntos y fue 8.º en la general. Ese mismo año, fue campeón de Bélgica y del Mundo de ruta.
En 1977 logró una abrumadora victoria en la Vuelta a España. Fue líder de principio a fin y ganó trece etapas (récord aún no igualado), la clasificación de las metas volantes y la clasificación por puntos . También ganó la París-Niza (cinco etapas y la clasificación por puntos), la Volta a Cataluña (cinco etapas y la clasificación por puntos), la Semana Catalana (cuatro etapas y la clasificación por puntos) y siete etapas del Giro de Italia.
En 1978 volvió a vencer en la clasificación por puntos del Tour de Francia, junto a dos triunfos parciales. Logró buenos resultados en clásicas de un día pero no consigue igualar a los dos fantásticos años anteriores en triunfos.
En general, los resultados son peores que en años anteriores, y 1981 fue su último gran año como profesional, logrando cinco triunfos de etapa y la clasificación por puntos del Tour de Francia y la medalla de oro en el Campeonato del Mundo por segunda vez.
Desde entonces y hasta su retirada, no consiguió ninguna otra victoria de renombre.

## Palmarés
| 1973 - Cuatro Días de Dunkerque, más 1 etapa - 2.º en el Campeonato Mundial en Ruta - Scheldeprijs Vlaanderen - Tour de Condroz 1974 - Tour de Luxemburgo, más 2 etapas - Vuelta a Andalucía, más 7 etapas - Gran Premio Jef Scherens - Campeonato de Flandes - Nokere Koerse - 3 etapas de la Vuelta a Bélgica - 1 etapa de los Cuatro Días de Dunkerque - Elfstedenronde 1975 - Vuelta a Andalucía, más 5 etapas - Gante-Wevelgem - 1 etapa de la París-Niza - 6 etapas del Dauphiné Libéré - París-Tours - París-Bruselas - Gran Premio Jef Scherens - Vuelta a Bélgica, más 3 etapas - Cuatro Días de Dunkerque, más 1 etapa 1976 - Campeonato Mundial en Ruta - Campeonato de Bélgica en Ruta - Gante-Wevelgem - Flecha Brabançona - Amstel Gold Race - Gran Premio de las Naciones - Campeonato de Zúrich - 8 etapas del Tour de Francia, más Clasificación por puntos - 2 etapas de la Vuelta a Suiza - 6 etapas de la París-Niza - Super Prestige Pernod International - Trofeo Baracchi - Campeonato de Flandes - Gran Premio de Frankfurt - Critérium de As - Cuatro Días de Dunkerque, más 1 etapa - 2 etapas del Tour de Corse - 1 etapa de la Vuelta a Bélgica - 2 etapas de la Vuelta a Suiza - 2 etapas de la Vuelta a los Países Bajos | 1977 - Omloop Het Volk - París-Niza, más 5 etapas - Semana Catalana, más 4 etapas - Vuelta a España , más 13 etapas, la clasificación por puntos y clasificación de las metas volantes - Volta a Cataluña , más 5 etapas - 7 etapas del Giro de Italia - 1 etapa de la Vuelta a Suiza - Super Prestige Pernod International - Giro de Cerdeña, más 1 etapa - Trofeo Laigueglia - Delta Profronde - 1 etapa de la Vuelta a Suiza - 1 etapa de la Vuelta a los Países Bajos 1978 - Omloop Het Volk - Tour de Haut-Var - 2 etapas del Tour de Francia, más Clasificación por puntos - 1 etapa de la Vuelta a Suiza - E3-Prijs Harelbeke - Cuatro Días de Dunkerque, más 2 etapas - 1 etapa del Dauphiné Libéré 1981 - Campeonato Mundial en Ruta - 5 etapas del Tour de Francia, más Clasificación por puntos - 1 etapa de la Vuelta a Andalucía |

## Resultados

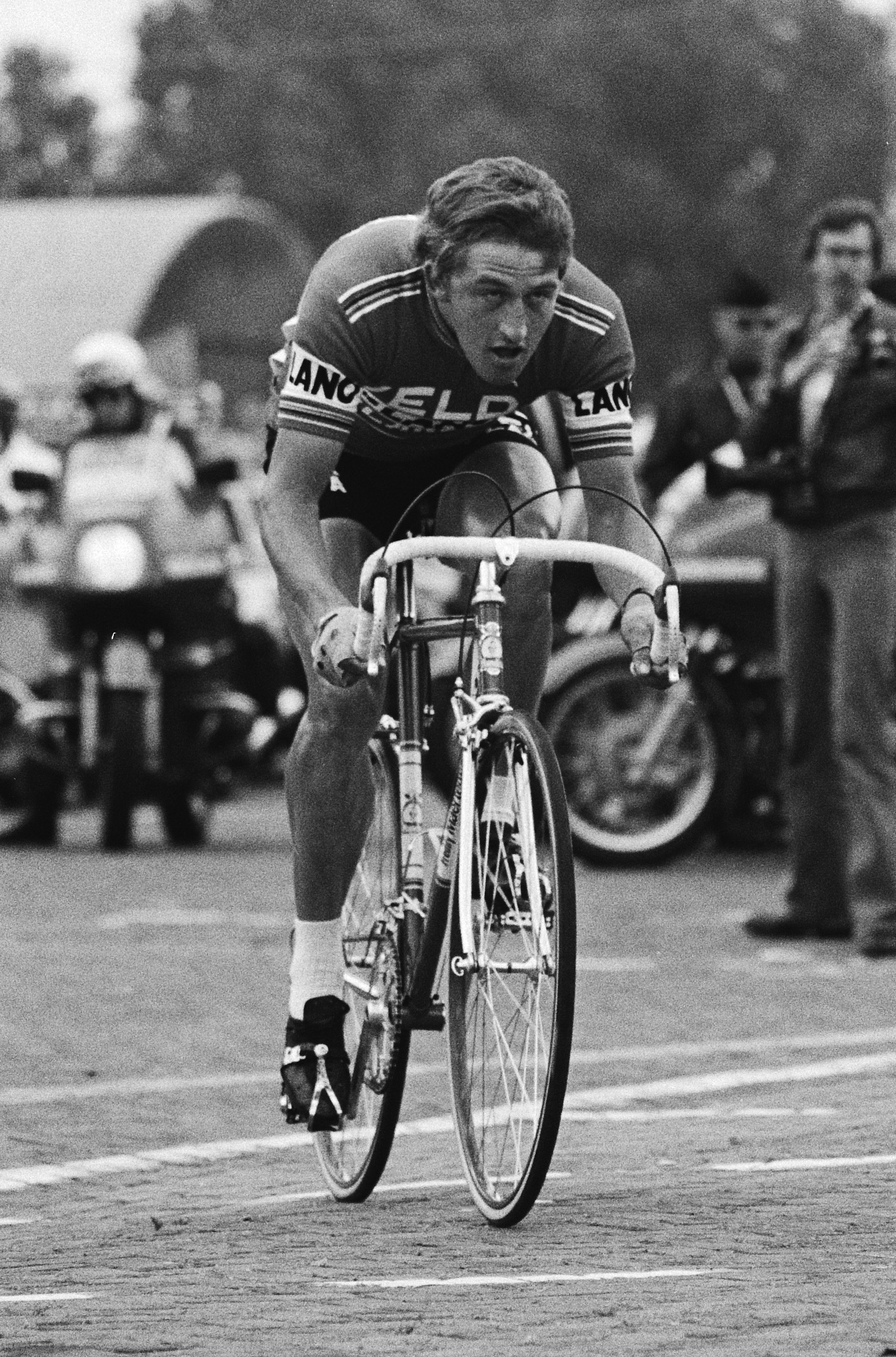

Durante su carrera deportiva ha conseguido los siguientes puestos en Grandes Vueltas y carreras de un día:

### Grandes Vueltas
| Carrera | Carrera         | 1972 | 1973 | 1974 | 1975 | 1976 | 1977 | 1978 | 1979 | 1980 | 1981 | 1982 | 1983 |
| ------- | --------------- | ---- | ---- | ---- | ---- | ---- | ---- | ---- | ---- | ---- | ---- | ---- | ---- |
|         | Giro de Italia  | —    | —    | —    | —    | —    | Ab.  | —    | —    | Ab.  | —    | —    | —    |
|         | Tour de Francia | —    | —    | —    | —    | 8.º  | —    | 13.º | —    | —    | 66.º | —    | —    |
|         | Vuelta a España | —    | —    | —    | —    | —    | 1.º  | —    | —    | —    | —    | —    | —    |

### Clásicas, Campeonatos y JJ. OO.
| Carrera                  | Carrera                  | 1972 | 1973          | 1974          | 1975          | 1976 | 1977          | 1978          | 1979          | 1980 | 1981          | 1982          | 1983          |
| ------------------------ | ------------------------ | ---- | ------------- | ------------- | ------------- | ---- | ------------- | ------------- | ------------- | ---- | ------------- | ------------- | ------------- |
| Omloop Het Nieuwsblad    | Omloop Het Nieuwsblad    | —    | —             | 8.º           | 14.º          | 13.º | 1.º           | 1.º           | —             | —    | —             | —             | —             |
| Kuurne-Bruselas-Kuurne   | Kuurne-Bruselas-Kuurne   | —    | 2.º           | 6.º           | 3.º           | —    | —             | —             | —             | —    | —             | —             | —             |
|                          | Milan San Remo           | —    | 17.º          | 9.º           | 9.º           | —    | 5.º           | 26.º          | —             | 12.º | 7.º           | —             | —             |
| A Través de Flandes      | A Través de Flandes      | —    | 3.º           | —             | —             | —    | —             | —             | —             | —    | —             | —             | —             |
| E3 Harelbeke             | E3 Harelbeke             | —    | 4.º           | 2.º           | 2.º           | —    | —             | 1.º           | —             | —    | —             | 20.º          | —             |
| Gante-Wevelgem           | Gante-Wevelgem           | —    | 5.º           | 6.º           | 1.º           | 1.º  | —             | 9.º           | —             | —    | —             | —             | —             |
|                          | Tour de Flandes          | —    | 2.º           | 12.º          | 8.º           | 5.º  | DQ            | 8.º           | —             | 6.º  | —             | —             | —             |
| Scheldeprijs             | Scheldeprijs             | —    | 1.º           | —             | 3.º           | 14.º | —             | —             | 16.º          | —    | —             | —             | —             |
|                          | París-Roubaix            | —    | 5.º           | 7.º           | 6.º           | —    | 3.º           | 4.º           | —             | —    | —             | —             | —             |
| Flecha Brabanzona        | Flecha Brabanzona        | —    | —             | 3.º           | —             | 1.º  | —             | 21.º          | —             | —    | —             | —             | —             |
| Amstel Gold Race         | Amstel Gold Race         | —    | 8.º           | 4.º           | 2.º           | 1.º  | 5.º           | 4.º           | —             | —    | —             | —             | 40.º          |
| Flecha Valona            | Flecha Valona            | —    | 21.º          | 5.º           | 4.º           | 3.º  | —             | —             | —             | —    | —             | —             | —             |
|                          | Lieja-Bastoña-Lieja      | —    | 9.º           | —             | —             | 2.º  | 5.º           | 9.º           | —             | —    | —             | —             | —             |
| Campeonato de Zúrich     | Campeonato de Zúrich     | —    | —             | —             | —             | 1.º  | —             | —             | —             | —    | 63.º          | —             | —             |
| Gran Premio de Fráncfort | Gran Premio de Fráncfort | —    | 3.º           | 4.º           | 4.º           | 1.º  | —             | 17.º          | —             | —    | —             | —             | —             |
| París-Tours              | París-Tours              | 26.º | —             | 5.º           | 1.º           | 23.º | 23.º          | —             | —             | —    | —             | —             | —             |
|                          | Giro de Lombardía        | —    | —             | —             | 5.º           | —    | 12.º          | —             | —             | —    | —             | —             | —             |
| JJ. OO. (Ruta)           | JJ. OO. (Ruta)           | 13.º | No se disputó | No se disputó | No se disputó | —    | No se disputó | No se disputó | No se disputó | —    | No se disputó | No se disputó | No se disputó |
| Mundial en Ruta          | Mundial en Ruta          | —    | 2.º           | Ab.           | 21.º          | 1.º  | Ab.           | Ab.           | —             | —    | 1.º           | Ab.           | —             |
| Bélgica en Ruta          | Bélgica en Ruta          | —    | 8.º           | 15.º          | 18.º          | 1.º  | —             | —             | —             | —    | —             | —             | —             |

—: No participa

Ab.: Abandona

X: Ediciones no celebradas

## Reconocimientos
- Mendrisio de Oro (1976)
- En 2002 pasó a formar parte de la Sesión Inaugural del Salón de la Fama de la UCI.[1]